# Wolfgang Rother (Philosoph)
Wolfgang Rother (* 23. Mai 1955 in Gelsenkirchen) ist ein in der Schweiz lebender deutscher Philosoph und Philosophiehistoriker.

## Leben
Wolfgang Rother studierte nach dem Abitur am Engelbert-von-Berg-Gymnasium, Wipperfürth, Evangelische Theologie, Philosophie und Deutsche Sprach- und Literaturwissenschaft sowie Allgemeine Didaktik, Fachdidaktik und Pädagogische Psychologie an den Universitäten Marburg, Tübingen und Zürich. 1978 schloss er mit dem Lizenziat in Zürich ab, erlangte im gleichen Jahr das Gymnasiallehrerdiplom und wurde 1980 in Zürich promoviert. Von 1978 bis 1983 war er Wissenschaftlicher Mitarbeiter am Philosophischen Seminar der Universität Zürich; 1981/82 lehrte er Philosophie an der Kantonsschule Luzern. Von 1982 bis 2011 war er Lektor für Philosophie, von 2012 bis 2016 Verlagsleiter für den Programmbereich Philosophie, Altertums-, Literatur- und Musikwissenschaft im Schwabe Verlag.
In den Jahren 1999/2000 leitete er das Forschungsprojekt „Die Philosophie der Aufklärung in Norditalien“, von 2006 bis 2008 das Forschungsprojekt „Politische Philosophie in der deutschen Aufklärung“. 2004 habilitierte er sich in Zürich und wurde 2011 zum Titularprofessur für Philosophie unter besonderer Berücksichtigung der Geschichte der Philosophie ernannt. 2016 lehrte er als Professore invitato am Istituto di Studi Filosofici der Facoltà di Teologia di Lugano. Seit 2016 ist er Projektpartner des Forschungsprojekts „Metaphysik und Ontologie in der Schweiz im Zeitalter der Reformation (1519-1648)“ an der Universität Luzern.
Außerdem ist Rother Wissenschaftlicher Berater des Schweizerischen Verbandes der Verlage für Geistes- und Sozialwissenschaften/Association suisse des éditeurs de sciences humaines et sociales und Präsident der Philosophischen Gesellschaft Zürich.
Im Jahr 2022, nachdem er pensioniert wurde, wurde er zu einem Ersatzlehrer im Fach Deutsch für die Schule Burghalde.

## Werk
Über seine Forschungen zur Philosophie- und Ideengeschichte der Neuzeit, insbesondere zur italienischen und deutschen Aufklärung, zum Hedonismus und zur Strafrechtsphilosophie hinaus ist Rother bekannt als Mitherausgeber des Grundrisses der Geschichte der Philosophie. Zu diesem Werk hat er wesentliche Teile zur Philosophie des 18. Jahrhunderts beigetragen. Er begründete mehrere wissenschaftlicher Buchreihen und gehört dem wissenschaftlichen Beirat verschiedener Editionen und Zeitschriften an.

## Veröffentlichungen (Auswahl)

### Monographien
- Philosophische Überlegungen zum siebten Kapitel „De interpretatione Scripturae“ in Spinozas „Tractatus theologico-politicus“. Lizentiatsarbeit, Zürich 1977.
- Die Philosophie an der Universität Basel im 17. Jahrhundert. Quellen und Analyse. Diss. Zürich 1980. Juris, Zürich 1981.
- La maggiore felicità possibile. Untersuchungen zur Philosophie der Aufklärung in Nord- und Mittelitalien (= Schwabe Philosophica VI). Schwabe, Basel 2005, ISBN 978-3-7965-2106-5.
- Verbrechen, Folter und Todesstrafe. Philosophische Argumente der Aufklärung. Mit einem Geleitwort von Carla Del Ponte (= Schwabe reflexe 5). Schwabe, Basel 2010, ISBN 978-3-7965-2661-9.
- Lust. Philosophische Perspektiven von Platon bis Freud (= Schwabe reflexe 8). Schwabe, Basel 2010, ISBN 978-3-7965-2691-6.

### Herausgegebene Werke
- The Influence of Petrus Ramus. Studies in Sixteenth and Seventeenth Century Philosophy and Sciences (= Schwabe Philosophica I). Schwabe, Basel 2001, zs. mit Mordechai Feingold und Joseph S. Freedman, ISBN 978-3-7965-1560-6.
- Grundriss der Geschichte der Philosophie, Die Philosophie des 18. Jahrhunderts, Bd. 3: Italien. Schwabe, Basel 2011, zs. mit Johannes Rohbeck, ISBN 978-3-7965-2599-5.
- Isaak Iselin und die Geschichtsphilosophie der europäischen Aufklärung (= Studien zur Geschichte der Wissenschaften in Basel. Neue Folge 6). Schwabe, Basel 2011, zs. mit Lucas Marco Gisi, ISBN 978-3-7965-2597-1.
- Philosophie in Basel. Prominente Denker des 19. und 20. Jahrhunderts (= Studien zur Geschichte der Wissenschaften in Basel. Neue Folge 7). Schwabe, Basel 2011, zs. mit Emil Angehrn, ISBN 978-3-7965-2602-2.
- Philosophie der Lust. Studien zum Hedonismus (= Schwabe Epicurea III). Schwabe, Basel 2012, zs. mit Michael Erler, ISBN 978-3-7965-2765-4.
- Körper. Aspekte der Körperlichkeit in Medizin und Kulturwissenschaften (= Schwabe interdisziplinär 1). Schwabe, Basel 2012, zs. mit Josette Baer, ISBN 978-3-7965-2826-2.
- Geld. Philosophische, literaturwissenschaftliche und ökonomische Perspektiven (= Schwabe interdisziplinär 2). Schwabe, Basel 2013, zs. mit Josette Baer, ISBN 978-3-7965-2913-9.
- Arbeit. Philosophische, juristische und kulturwissenschaftliche Studien (= Schwabe interdisziplinär 4). Schwabe, zs. mit Josette Baer, Basel 2014, ISBN 978-3-7965-3336-5.
- Vertrauen (= Schwabe interdisziplinär 7). Schwabe, Basel 2015, zs. mit Josette Baer, ISBN 978-3-7965-3451-5.
- Grundriss der Geschichte der Philosophie, Die Philosophie des 18. Jahrhunderts, Bd. 4: Spanien, Portugal, Lateinamerika. Schwabe, Basel 2016, zs. mit Johannes Rohbeck, ISBN 978-3-7965-2630-5.
- Philosophus orator. Rhetorische Strategien und Strukturen in philosophischer Literatur (= Schwabe interdisziplinär 10). Schwabe, Basel 2016, zs. mit Irmgard Männlein-Robert, Stefan Schorn und Christian Tornau, ISBN 978-3-7965-3337-2.
- Verbrechen und Strafe (= Colmena Perspektiven 1). Colmena, Basel 2017, zs. mit Josette Baer, ISBN 978-3-906896-02-1.